# Volby prezidenta USA 1804

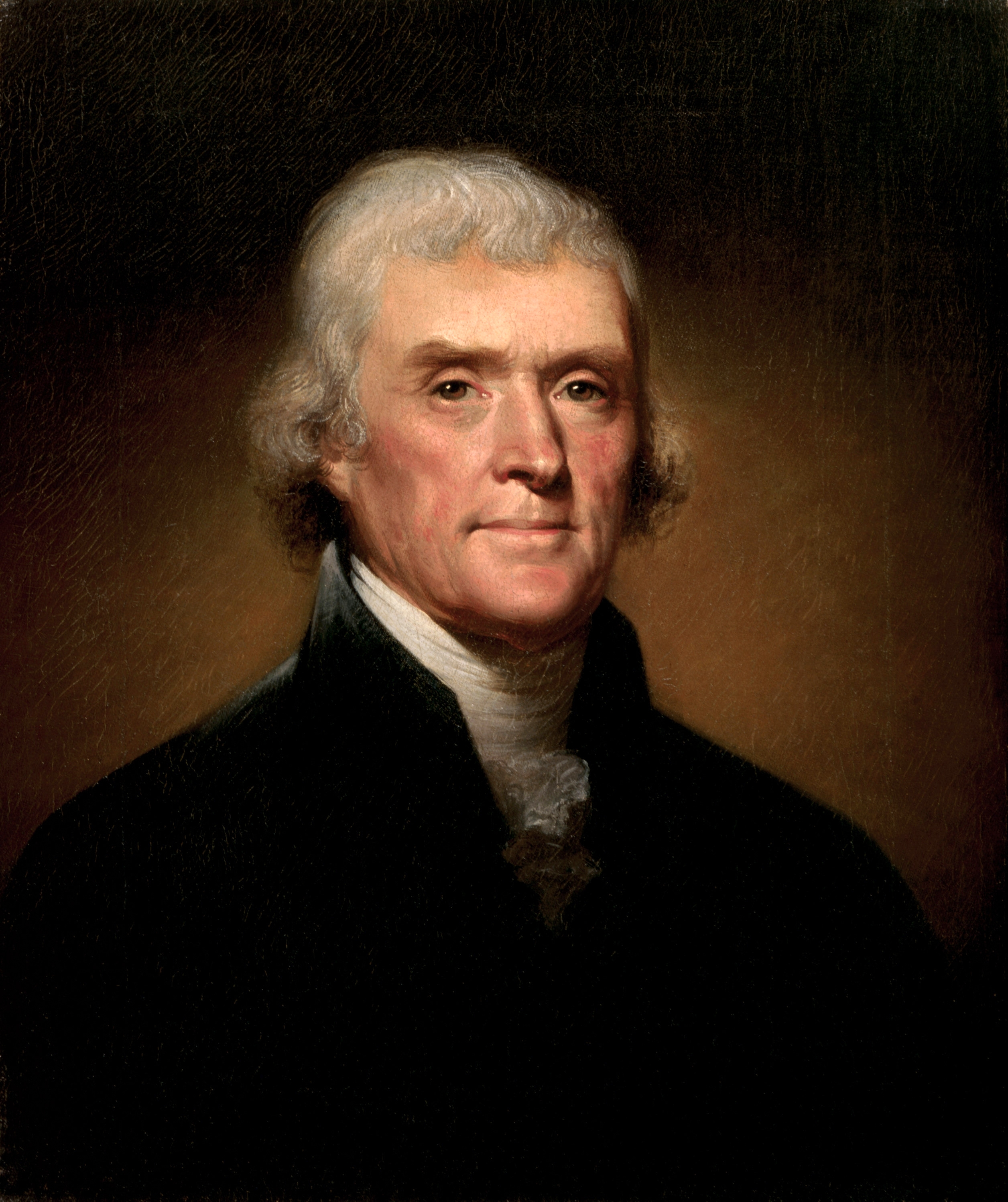
Thomas Jefferson

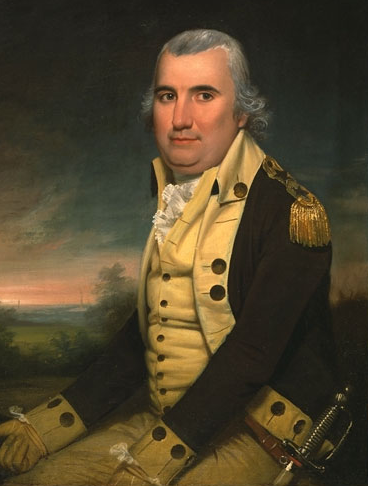
Charles C. Pinckney

Výsledky voleb podle států

Volby prezidenta USA 1804 byly paté prezidentské volby ve Spojených státech a první po přijetí 12. dodatku Ústavy USA, který upravil způsob volby prezidenta, který se již nezměnil. Prezidentem byl vybrán Thomas Jefferson a viceprezidentem George Clinton.

## Volební kampaň
Prezidentské volby v roce 1804 byly poprvé upraveny zákonem odlišným od předchozích voleb. Aby se zabránilo zkušenostem s volbami v letech 1796 a 1800, představil Kongres XII dodatek k Ústavě, který vstoupil v platnost v roce 1804. Novela zavedla nový systém pro volbu prezidenta a viceprezidenta ve sboru volitelů (mimo jiné prosazuje dva samostatné hlasy, tedy oddělené - tj. jeden pro kandidáta na prezidenta a jeden pro viceprezidenta). První prezidentské období zvýšilo Jeffersonovu popularitu, především díky získání Louisiany od Francie a zrušení rozhodnutí federálních vlád. Z těchto důvodů požádal o nominaci Demokraticky-republikánskou stranu pro znovuzvolení. Kandidátem na viceprezidenta se stal guvernér New Yorku George Clinton. V táboře federalistů byla situace horší. Po smrti svého vůdce Alexandra Hamiltona, který zemřel v souboji s Aaronem Burrem, nominovala Federalistická strana Charlese Coteswortha Pinckneyho a Rufuse Kinga. Nicméně popularita Jeffersona byla tak velká, že propagační kampaň byla zbytečná.

## Hlasování
Obecné volby probíhaly 2.-9. listopadu 1804 a zúčastnilo se jich 143 029 voličů. Jefferson získal podporu 72,8% voličů a Pinckney 27,2%. Ve sboru volitelů 13. února 1805 vyhrál Thomas Jefferson se 162 hlasy, přičemž k vítězství stačilo 89. Jeho protikandidát získal 14 hlasů. Ve volbě viceprezidenta porazil Clinton Kinga s identickým počtem hlasů. Dvojice Jefferson-Clinton vyhrála ve všech státech s výjimkou Delaware a Connecticut.
Volební účast byla 3,2%.
| Jméno                       | Stát           | Hlasy Voličů | %    | Hlasy Volitelů | Strana              |
| --------------------------- | -------------- | ------------ | ---- | -------------- | ------------------- |
| Thomas Jefferson            | Virginie       | 104 110      | 72.8 | 162            | demokrat-republikán |
| George Clinton              | New York       | -            | -    | 162            | demokrat-republikán |
| Charles Cotesworth Pinckney | Jižní Karolína | 38 919       | 27.2 | 14             | federalista         |
| Rufus King                  | New York       | -            | -    | 14             | federalista         |